# بيل بويد (جاسوسة)
ماريا إيزابيلا بويد (9 مايو 1844 - 11 يونيو 1900)، والمعروفة باسم بيل بويد (ولُقبت كليوباترا الانفصالية أو حورية شيناندواه، ولاحقًا الكونفدرالية ماتا هاري) كانت جاسوسة كونفدرالية خلال الحرب الأهلية الأمريكية. وعملت من فندق والدها في فرونت رويال في ولاية فيرجينيا، وقدمت معلومات قيمة إلى الجنرال الكونفدرالي ستونوول جاكسون في عام 1862.

## حياتها المبكرة
ولدت ماريا إيزابيلا «بيل» بويد في 9 مايو عام 1844 في مرتينسبورغ بولاية فيرجينيا (الآن جزء من ولاية فرجينيا الغربية). وكانت الابنة الكبرى لبنجامين ريد وماري ريبيكا (غلين) بويد. ووصفت طفولتها بأنها شاعرية. وبعد بعض التعليم الأولي في مرتينسبورغ التحقت بمدرسة الإنهاء في كلية ماونت واشنطن للإناث في بالتيمور بولاية ماريلند في عام 1856 في سن الثانية عشرة.

## جاسوسة جنوبية
بدأت مسيرة بويد التجسسية بالصدفة. ووفقًا لروايتها عام 1866 سمعت مجموعة من جنود جيش الاتحاد أن لديها أعلام الكونفدرالية في غرفتها في 4 يوليو عام 1861، وجاءوا للتحقيق. ثم علقوا علم الاتحاد خارج منزلها. وشتم أحد الرجال والدتها ما أثار غضب بويد. وأخرجت مسدسًا وأطلقت النار على الرجل الذي توفي بعد بضع ساعات. وبرأها مجلس تحقيق من جريمة القتل، لكن جرى نشر حراس حول المنزل وراقب الضباط أنشطتها عن كثب. وقد استفادت من هذه الألفة القسرية، حيث سحرت واحدًا على الأقل من الضباط الذين ذكرتهم في مذكراتها باسم الكابتن دانيال كيلي.
كتبت في مذكراتها أنها مدينة لكيلي «ببعض المشاعر الجامحة جدًا، وبعض الزهور الذابلة، وكم كبير من المعلومات المهمة». ونقلت تلك الأسرار إلى الضباط الكونفدراليين عبر عبدتها إليزا هوبويل التي حملتها في علبة ساعة مجوفة. وجرى القبض على بويد في محاولتها الأولى للتجسس وقيل لها إنه قد يحكم عليها بالإعدام.
اجتمع الجنرال جيمس شيلدز وموظفوه في صالة الفندق المحلي في منتصف مايو عام 1862. وقد اختبأت بويد في الخزانة بالغرفة، تتنصت من خلال فتحة وسعتها في الباب. وعلمت أن شيلدز قد أُمر بالتحرك شرقًا من فرونت رويال، فيرجينيا. وفي تلك الليلة سارت عبر خطوط الاتحاد، مستخدمة أوراقًا مزيفة لخداع الحراس في طريقها، وأبلغت العقيد تيرنر آشبي بالخبر، وقد كان يستطلع لصالح الكونفدراليين، ثم عادت إلى المدينة. عندما تقدم الكونفدراليون إلى رويال فرونت في 23 مايو ركضت بويد لتحية رجال ستونوول جاكسون، متجنبة نيران العدو التي أحدثت ثقوبًا في تنورتها وفقًا لمذكراتها. وحثت أحد الضباط على إبلاغ جاكسون أن «القوة اليانكية صغيرة جدًا. اطلب منه أن يتجه نحو الأسفل وسوف يقبض عليهم جميعًا».
فعل جاكسون ذلك وكتب لها رسالة شكر: «أشكرك، عن نفسي وعن الجيش، على الخدمة الهائلة التي قدمتها لبلدك اليوم». وتقديرًا لتعاونها مُنحت صليب الشرف الجنوبي. كما أعطاها جاكسون منصب الكابتن والمساعد الفخري للمعسكر.
جرى القبض على بويد ست مرات على الأقل لكنها أفلتت من السجن بطريقة ما. وبحلول أواخر يوليو عام 1862 كان المحقق آلان بينكرتون قد كلف ثلاثة رجال بالعمل على قضيتها. وجرى القبض عليها أخيرًا من قبل مسؤولي الاتحاد في 29 يوليو عام 1862 بعد أن سلمها عشيقها، وأحضروها إلى سجن الكابيتول القديم في واشنطن العاصمة في اليوم التالي. وأجري تحقيق في 7 أغسطس عام 1862 بشأن انتهاكات الأوامر التي تقضي بإبقاء بويد رهن الاحتجاز المشدد. واحتُجزت لمدة شهر قبل إطلاق سراحها في 29 أغسطس عام 1862، حيث جرى تبادل أسرى في فورت مونرو. ثم قُبض عليها مرة أخرى في يونيو عام 1863، لكن أطلق سراحها بعد إصابتها بحمى التيفوئيد.
في مارس عام 1864 حاولت بويد السفر إلى إنجلترا، لكن حصار الاتحاد اعترضها وأُرسلت إلى كندا حيث التقت بضابط البحرية الاتحادي صامويل وايلد هاردينغ. وتزوج الاثنان في إنجلترا، وأنجبا ابنة اسمها غريس. وأصبحت بويد ممثلة في إنجلترا بعد وفاة زوجها لإعالة ابنتها في عام 1866، وعادت هي وابنتها إلى الولايات المتحدة.
اتخذت بويد الاسم المسرحي نينا بنجامين لتؤدي عروضها في عدة مدن، وانتهى بها الأمر في نيو أورليانز حيث تزوجت بجون سوينستون هاموند في مارس عام 1869، وهو ضابط سابق في الجيش البريطاني قاتل في صفوف جيش الاتحاد خلال الحرب الأهلية. وأنجبا ولدين وبنتين. ومات ابنهما الأول وهو رضيع. وانفصلت بويد عن هاموند في عام 1884 وتزوجت بناثانيال رو هاي في عام 1885. وبدأت بعد ذلك جولة في البلاد لإلقاء محاضرات درامية عن حياتها كجاسوسة في الحرب الأهلية.